# 伊犁碱茅
伊犁碱茅（学名：Puccinellia iliensis）为禾本科碱茅属下的一个种。